# Dekanat jeżewski
Dekanat Jeżewo – jeden z 30 dekanatów w rzymskokatolickiej diecezji pelplińskiej.

## Parafie
W skład dekanatu wchodzi 10 parafii:
- parafia św. Antoniego Padewskiego – Dólsk
- parafia Matki Bożej Pocieszenia – Drzycim
- parafia Miłosierdzia Bożego – Gródek
- parafia Trójcy Świętej – Jeżewo
- parafia Niepokalanego Serca Najświętszej Maryi Panny – Laskowice
- parafia Najświętszej Maryi Panny Wspomożenia Wiernych – Lipinki
- parafia Narodzenia Najświętszej Maryi Panny – Lniano
- parafia Matki Bożej Królowej Polski i św. Maksymiliana Kolbego – Łążek
- parafia Podwyższenia Krzyża Świętego – Osie
- parafia Świętych Apostołów Piotra i Pawła – Sierosław

## Sąsiednie dekanaty
Czersk, Lubiewo, Nowe nad Wisłą, Skórcz, Świecie nad Wisłą, Tuchola.